# UNICEF Open
A Rosmalen Open (korábbi nevén UNICEF Open,  Rosmalen Grass Court Championships, Ordina Open, Topshelf Open, Ricoh Open) évente megrendezett tenisztorna férfiak és nők számára a hollandiai ’s-Hertogenbosch városában, 2023-tól Rosmalenben..
A férfiak versenye az ATP World Tour 250 Series tornák közé tartozik, összdíjazása 450 000 amerikai dollár. A női verseny 2019-ig International volt, 2021-től a WTA250-es tornák közé tartozik, összdíjazása 250 000 dollár.
A mérkőzéseket füvön játsszák, ennek megfelelően a tornára mindig júniusban, a wimbledoni tornát megelőzően kerül sor.

## Döntők

### Férfi egyes
| Év        | Győztes                              | Ellenfél a döntőben                  | Eredmény a döntőben                  |
| --------- | ------------------------------------ | ------------------------------------ | ------------------------------------ |
| 2024      | Alex de Minaur                       | Sebastian Korda                      | 6–2, 6–4                             |
| 2023      | Tallon Griekspoor                    | Jordan Thompson                      | 6–7(4), 7–6(3), 6–3                  |
| 2022      | Tim van Rijthoven                    | Danyiil Medvegyev                    | 6–4, 6–1                             |
| 2020–2021 | Elmaradt a koronavírus-járvány miatt | Elmaradt a koronavírus-járvány miatt | Elmaradt a koronavírus-járvány miatt |
| 2019      | Adrian Mannarino                     | Jordan Thompson                      | 7–6(9–7), 6–3                        |
| 2018      | Richard Gasquet                      | Jérémy Chardy                        | 6–3, 7–6(7–5)                        |
| 2017      | Gilles Müller                        | Ivo Karlović                         | 7–6(7–5), 7–6(7–4)                   |
| 2016      | Nicolas Mahut                        | Gilles Müller                        | 6–4, 6–4                             |
| 2015      | Nicolas Mahut                        | David Goffin                         | 7–6(1), 6–1                          |
| 2014      | Roberto Bautista Agut                | Benjamin Becker                      | 2–6, 7–6(2), 6–4                     |
| 2013      | Nicolas Mahut                        | Stanislas Wawrinka                   | 6–3, 6–4                             |
| 2012      | David Ferrer                         | Philipp Petzschner                   | 6–3, 6–4                             |
| 2011      | Dmitrij Turszunov                    | Ivan Dodig                           | 6–3, 6–2                             |
| 2010      | Szerhij Sztahovszkij                 | Janko Tipsarević                     | 6–3, 6–0                             |
| 2009      | Benjamin Becker                      | Raemon Sluiter                       | 7–5, 6–3                             |
| 2008      | David Ferrer                         | Marc Gicquel                         | 6–4, 6–2                             |
| 2007      | Ivan Ljubičić                        | Peter Wessels                        | 7–6(5), 4–6, 7–6(4)                  |
| 2006      | Mario Ančić                          | Jan Hernych                          | 6–0, 5–7, 7–5                        |
| 2005      | Mario Ančić                          | Michaël Llodra                       | 7–5, 6–4                             |
| 2004      | Michaël Llodra                       | Guillermo Coria                      | 6–3, 6–4                             |
| 2003      | Sjeng Schalken                       | Arnaud Clément                       | 6–3, 6–4                             |
| 2002      | Sjeng Schalken                       | Arnaud Clément                       | 3–6, 6–3, 6–2                        |
| 2001      | Lleyton Hewitt                       | Guillermo Cañas                      | 6–3, 6–4                             |
| 2000      | Patrick Rafter                       | Nicolas Escudé                       | 6–1, 6–3                             |
| 1999      | Patrick Rafter                       | Andrei Pavel                         | 3–6, 7–6(7), 6–4                     |
| 1998      | Patrick Rafter                       | Martin Damm                          | 7–6(2), 6–2                          |
| 1997      | Richard Krajicek                     | Guillaume Raoux                      | 6–4, 7–6(7)                          |
| 1996      | Richey Reneberg                      | Stephane Simian                      | 6–4, 6–0                             |
| 1995      | Karol Kučera                         | Anders Järryd                        | 7–6(7), 7–6(4)                       |
| 1994      | Richard Krajicek                     | Karsten Braasch                      | 6–3, 6–4                             |
| 1993      | Arnaud Boetsch                       | Wally Masur                          | 3–6, 6–3, 6–3                        |
| 1992      | Michael Stich                        | Jonathan Stark                       | 6–4, 7–5                             |
| 1991      | Christian Saceanu                    | Michiel Schapers                     | 6–1, 3–6, 7–5                        |
| 1990      | Amos Mansdorf                        | Alexander Volkov                     | 6–3, 7–6                             |

### Női egyes
| Év        | Győztes                              | Ellenfél a döntőben                  | Eredmény a döntőben                  |
| --------- | ------------------------------------ | ------------------------------------ | ------------------------------------ |
| 2024      | Ljudmila Szamszonova                 | Bianca Andreescu                     | 4–6, 6–3, 7–5                        |
| 2023      | Jekatyerina Alekszandrova            | Veronyika Kugyermetova               | 4–6, 6–4, 7–6(3)                     |
| 2022      | Jekatyerina Alekszandrova            | Arina Szabalenka                     | 7–5, 6–0                             |
| 2020–2021 | Elmaradt a koronavírus-járvány miatt | Elmaradt a koronavírus-járvány miatt | Elmaradt a koronavírus-járvány miatt |
| 2019      | Alison Riske                         | Kiki Bertens                         | 0–6, 7–6(3), 7–5                     |
| 2018      | Aleksandra Krunić                    | Kirsten Flipkens                     | 6–7(0), 7–5, 6–1                     |
| 2017      | Anett Kontaveit                      | Natalja Vihljanceva                  | 6–2, 6–3                             |
| 2016      | Coco Vandeweghe                      | Kristina Mladenovic                  | 7–5, 7–5                             |
| 2015      | Camila Giorgi                        | Belinda Bencic                       | 7–5, 6–3                             |
| 2014      | Coco Vandeweghe                      | Cseng Csie                           | 6–2, 6–4                             |
| 2013      | Simona Halep                         | Kirsten Flipkens                     | 6–4, 6–2                             |
| 2012      | Nagyja Petrova                       | Urszula Radwańska                    | 6–4, 6–3                             |
| 2011      | Roberta Vinci                        | Jelena Dokić                         | 6–7(3), 6–3, 7–5                     |
| 2010      | Justine Henin                        | Andrea Petković                      | 6–3, 6–3, 6–4                        |
| 2009      | Tamarine Tanasugarn                  | Yanina Wickmayer                     | 6–3, 7–5                             |
| 2008      | Tamarine Tanasugarn                  | Gyinara Szafina                      | 7–5, 6–3                             |
| 2007      | Anna Csakvetadze                     | Jelena Janković                      | 7–6(2), 3–6, 6–3                     |
| 2006      | Michaëlla Krajicek                   | Gyinara Szafina                      | 6–3, 6–4                             |
| 2005      | Klára Koukalová                      | Lucie Šafářová                       | 3–6, 6–2, 6–2                        |
| 2004      | Mary Pierce                          | Klára Koukalová                      | 7–6(6), 6–2                          |
| 2003      | Kim Clijsters                        | Justine Henin-Hardenne               | 6–7(4), 3–0 feladta                  |
| 2002      | Eléni Danjilídu                      | Jelena Gyementyjeva                  | 3–6, 6–2, 6–3                        |
| 2001      | Justine Henin                        | Kim Clijsters                        | 6–4, 3–6, 6–3                        |
| 2000      | Martina Hingis                       | Ruxandra Dragomir                    | 6–2, 3–0 feladta                     |
| 1999      | Kristina Brandi                      | Silvija Talaja                       | 6–0, 3–6, 6–1                        |
| 1998      | Julie Halard-Decugis                 | Miriam Oremans                       | 6–3, 6–4                             |
| 1997      | Ruxandra Dragomir                    | Miriam Oremans                       | 5–7, 6–2, 6–4                        |
| 1996      | Anke Huber                           | Helena Suková                        | 6–4, 7–6(2)                          |

### Férfi páros
| Év        | Győztesek                            | Ellenfelek a döntőben                  | Eredmény a döntőben                  |
| --------- | ------------------------------------ | -------------------------------------- | ------------------------------------ |
| 2024      | Nathaniel Lammons Jackson Withrow    | Wesley Koolhof Nikola Mektić           | 7–6(5), 7–6(3)                       |
| 2023      | Wesley Koolhof Neal Skupski          | Gonzalo Escobar Aleksandr Nedovyesov   | 7–6(1), 6–2                          |
| 2022      | Wesley Koolhof Neal Skupski          | Matthew Ebden Max Purcell              | 6–4, 5–7, [10–6]                     |
| 2020–2021 | Elmaradt a koronavírus-járvány miatt | Elmaradt a koronavírus-járvány miatt   | Elmaradt a koronavírus-járvány miatt |
| 2019      | Dominic Inglot Austin Krajicek       | Marcus Daniell Wesley Koolhof          | 6–4, 4–6, [10–4]                     |
| 2018      | Dominic Inglot Franko Škugor         | Raven Klaasen Michael Venus            | 7–6(3), 7–5                          |
| 2017      | Łukasz Kubot Marcelo Melo            | Raven Klaasen Rajeev Ram               | 6–3, 6–4                             |
| 2016      | Mate Pavić Michael Venus             | Dominic Inglot Raven Klaasen           | 3–6, 6–3, [11–9]                     |
| 2015      | Ivo Karlović Łukasz Kubot            | Pierre-Hugues Herbert Nicolas Mahut    | 6–2, 7–6 [11–9]                      |
| 2014      | Jean-Julien Rojer Horia Tecău        | Santiago González Scott Lipsky         | 6–3, 2–6, [10–8]                     |
| 2013      | Max Mirnyi Horia Tecău               | Andre Begemann Martin Emmrich          | 6–3, 7–6(4)                          |
| 2012      | Robert Lindstedt Horia Tecău         | Juan Sebastián Cabal Dmitrij Turszunov | 6–3, 7–6(1)                          |
| 2011      | Daniele Bracciali František Čermák   | Robert Lindstedt Horia Tecău           | 6–3, 2–6, [10–8]                     |
| 2010      | Robert Lindstedt Horia Tecău         | Lukáš Dlouhý Lijendar Pedzs            | 1–6, 7–5, [10–7]                     |
| 2009      | Wesley Moodie Dick Norman            | Johan Brunström Jean-Julien Rojer      | 7–6(3), 6–7(8), [10–5]               |
| 2008      | Mario Ančić Jürgen Melzer            | Mahes Bhúpati Lijendar Pedzs           | 7–6(5), 6–3                          |
| 2007      | Jeff Coetzee Rogier Wassen           | Martin Damm Lijendar Pedzs             | 3–6, 7–6, [12–10]                    |
| 2006      | Martin Damm Lijendar Pedzs           | Arnaud Clément Chris Haggard           | 6–1, 7–6(3)                          |
| 2005      | Cyril Suk Pavel Vízner               | Tomáš Cibulec Leoš Friedl              | 6–3, 6–4                             |
| 2004      | Martin Damm Cyril Suk                | Lars Burgsmüller Jan Vacek             | 6–3, 6–7(7), 6–3                     |
| 2003      | Martin Damm Cyril Suk                | Donald Johnson Lijendar Pedzs          | 7–5, 7–6(4)                          |
| 2002      | Martin Damm Cyril Suk                | Paul Haarhuis Brian MacPhie            | 7–6(6), 6–7(6), 6–4                  |
| 2001      | Paul Haarhuis Sjeng Schalken         | Martin Damm Cyril Suk                  | 6–4, 6–4                             |
| 2000      | Martin Damm Cyril Suk                | Paul Haarhuis Sandon Stolle            | 6–4, 6–7(5), 7–6(5)                  |
| 1999      | Lijendar Pedzs Jan Siemerink         | Ellis Ferreira David Rikl              | visszaléptek                         |
| 1998      | Guillaume Raoux Jan Siemerink        | Joshua Eagle Andrew Florent            | 6–3, 3–6, 6–1                        |
| 1997      | Jacco Eltingh Paul Haarhuis          | Trevor Kronemann David Macpherson      | 6–4, 7–5                             |
| 1996      | Paul Kilderry Pavel Vízner           | Anders Järryd Daniel Nestor            | 7–5, 6–3                             |
| 1995      | Richard Krajicek Jan Siemerink       | Hendrik Jan Davids Andrej Olhovszkij   | 7–5, 6–3                             |
| 1994      | Stephen Noteboom Fernon Wibier       | Diego Nargiso Peter Nyborg             | 6–3, 1–6, 7–6                        |
| 1993      | Patrick McEnroe Jonathan Stark       | David Adams Andrej Olhovszkij          | 7–6, 1–6, 6–4                        |
| 1992      | Jim Grabb Richey Reneberg            | John McEnroe Michael Stich             | 6–4, 6–7, 6–4                        |
| 1991      | Hendrik Jan Davids Paul Haarhuis     | Richard Krajicek Jan Siemerink         | 6–3, 7–6                             |
| 1990      | Jakob Hlasek Michael Stich           | Jim Grabb Patrick McEnroe              | 7–6, 6–3                             |

### Női páros
| Év        | Győztesek                                   | Ellenfelek a döntőben                          | Eredmény a döntőben                  |
| --------- | ------------------------------------------- | ---------------------------------------------- | ------------------------------------ |
| 2025      | Irina Hromacsova Stollár Fanny              | Nicole Melichar-Martinez Ljudmila Szamszonova  | 7–5, 6–3                             |
| 2024      | Ingrid Neel Bibiane Schoofs                 | Tereza Mihaliková Olivia Nicholls              | 7–6(6), 6–3                          |
| 2023      | Aojama Súko Sibahara Ena                    | Viktória Hrunčáková Tereza Mihalíková          | 6–3, 6–3                             |
| 2022      | Ellen Perez Tamara Zidanšek                 | Veronyika Kugyermetova Elise Mertens           | 6–3, 5–7, [12–10]                    |
| 2020–2021 | Elmaradt a koronavírus-járvány miatt        | Elmaradt a koronavírus-járvány miatt           | Elmaradt a koronavírus-járvány miatt |
| 2019      | Aojama Súko Aleksandra Krunić               | Lesley Kerkhove Bibiane Schoofs                | 7–5, 6–3                             |
| 2018      | Elise Mertens Demi Schuurs                  | Kiki Bertens Kirsten Flipkens                  | 3–3, feladták                        |
| 2017      | Dominika Cibulková Kirsten Flipkens         | Kiki Bertens Demi Schuurs                      | 4–6, 6–4, [10–6]                     |
| 2016      | Okszana Kalasnikova Jaroszlava Svedova      | Xenia Knoll Aleksandra Krunić                  | 6–1, 6–1                             |
| 2015      | Asia Muhammad Laura Siegemund               | Jelena Janković Anasztaszija Pavljucsenkova    | 6–3, 7–5                             |
| 2014      | Marina Eraković Arantxa Parra Santonja      | Michaëlla Krajicek Kristina Mladenovic         | 0–6, 7–6(5), [10–8]                  |
| 2013      | Irina-Camelia Begu Anabel Medina Garrigues  | Dominika Cibulková Arantxa Parra Santonja      | 4–6, 7–6(3), [11–9]                  |
| 2012      | Sara Errani Roberta Vinci                   | Marija Kirilenko Nagyja Petrova                | 6–4, 3–6, [11–9]                     |
| 2011      | Barbora Záhlavová-Strýcová Klára Zakopalová | Dominika Cibulková Flavia Pennetta             | 1–6, 6–4, [10–7]                     |
| 2010      | Alla Kudrjavceva Anastasia Rodionova        | Vania King Jaroszlava Svedova                  | 3–6, 6–3, [10–8]                     |
| 2009      | Sara Errani Flavia Pennetta                 | Michaëlla Krajicek Yanina Wickmayer            | 6–4, 5–7, [13–11]                    |
| 2008      | Marina Eraković Michaëlla Krajicek          | Līga Dekmeijere Angelique Kerber               | 6–3, 6–2                             |
| 2007      | Csan Jung-zsan Csuang Csia-zsung            | Anabel Medina Garrigues Virginia Ruano Pascual | 7–5, 6–2                             |
| 2006      | Jen Ce Cseng Csie                           | Ana Ivanović Marija Kirilenko                  | 3–6, 6–2, 6–2                        |
| 2005      | Anabel Medina Garrigues Gyinara Szafina     | Iveta Benešová Nuria Llagostera Vives          | 6–4, 2–6, 7–6(11)                    |
| 2004      | Lisa McShea Milagros Sequera                | Jelena Kostanić Claudine Schaul                | 7–6(3), 6–3                          |
| 2003      | Jelena Gyementyjeva Lina Krasznoruckaja     | Mary Pierce Nagyja Petrova                     | 2–6, 6–3, 6–4                        |
| 2002      | Catherine Barclay Martina Müller            | Bianka Lamade Magdalena Maleeva                | 6–4, 7–5                             |
| 2001      | Ruxandra Dragomir Ilie Nagyja Petrova       | Kim Clijsters Miriam Oremans                   | 7–6(5), 6–7(5), 6–4                  |
| 2000      | Erika De Lone Nicole Pratt                  | Catherine Barclay Karina Habšudová             | 7–6(6), 4–3 feladták                 |
| 1999      | Silvia Farina Rita Grande                   | Cara Black Kristie Boogert                     | 7–5, 7–6(2)                          |
| 1998      | Sabine Appelmans Miriam Oremans             | Cătălina Cristea Eva Melicharová               | 6–7(4), 7–6(6), 7–6(5)               |
| 1997      | Eva Melicharová Helena Vildová              | Karina Habšudová Florencia Labat               | 6–3, 7–6(6)                          |
| 1996      | Larisa Neiland Brenda Schultz-McCarthy      | Kristie Boogert Helena Suková                  | 6–4, 7–6(7)                          |